# Andrés Pascual Santoja
Andrés Pascual Santoja, noto anche con lo pseudonimo di Sito (Alcoy, 18 novembre 1996), è un calciatore spagnolo, centrocampista dell'Intercity.

## Carriera
Ha giocato nella massima serie dei campionati spagnolo e greco, e nella seconda divisione spagnola.

## Statistiche

### Presenze e reti nei club
Statistiche aggiornate al 26 giugno 2022.
| Stagione                 | Squadra                  | Campionato               | Campionato | Campionato | Coppe nazionali | Coppe nazionali | Coppe nazionali | Coppe continentali | Coppe continentali | Coppe continentali | Altre coppe | Altre coppe | Altre coppe | Totale | Totale |
| Stagione                 | Squadra                  | Comp                     | Pres       | Reti       | Comp            | Pres            | Reti            | Comp               | Pres               | Reti               | Comp        | Pres        | Reti        | Pres   | Reti   |
| ------------------------ | ------------------------ | ------------------------ | ---------- | ---------- | --------------- | --------------- | --------------- | ------------------ | ------------------ | ------------------ | ----------- | ----------- | ----------- | ------ | ------ |
| 2013-2014                | Valencia Mestalla        | SDB                      | 5          | 1          |                 | -               | -               |                    | -                  | -                  |             | -           | -           | 5      | 1      |
| 2014-2015                | Valencia Mestalla        | SDB                      | 5          | 0          |                 | -               | -               |                    | -                  | -                  |             | -           | -           | 5      | 0      |
| 2015-2016                | Valencia Mestalla        | SDB                      | 19         | 4          |                 | -               | -               |                    | -                  | -                  |             | -           | -           | 19     | 4      |
| 2016-2017                | Valencia Mestalla        | SDB                      | 23+3       | 2+0        |                 | -               | -               |                    | -                  | -                  |             | -           | -           | 26     | 2      |
| 2015-2016                | Valencia                 | PD                       | 1          | 0          | CR              | 0               | 0               | UCL+UEL            | 0                  | 0                  |             | -           | -           | 1      | 0      |
| 2016-2017                | Valencia                 | PD                       | 1          | 0          | CR              | 0               | 0               |                    | -                  | -                  |             | -           | -           | 1      | 0      |
| Totale Valencia          | Totale Valencia          | Totale Valencia          | 2          | 0          |                 | 0               | 0               |                    | 0                  | 0                  |             | -           | -           | 2      | 0      |
| 2017-gen. 2018           | Lorca                    | SD                       | 9          | 0          | CR              | 0               | 0               |                    | -                  | -                  |             | -           | -           | 9      | 0      |
| gen.-giu. 2018           | Valencia Mestalla        | SDB                      | 10         | 3          |                 | -               | -               |                    | -                  | -                  |             | -           | -           | 10     | 3      |
| 2018-2019                | Valencia Mestalla        | SDB                      | 22         | 2          |                 | -               | -               |                    | -                  | -                  |             | -           | -           | 22     | 2      |
| Totale Valencia Mestalla | Totale Valencia Mestalla | Totale Valencia Mestalla | 84+3       | 12+0       |                 | -               | -               |                    | -                  | -                  |             | -           | -           | 87     | 12     |
| 2019-2020                | Asteras Tripolīs         | SL                       | 17+6       | 1+1        | CG              | 2               | 0               |                    | -                  | -                  |             | -           | -           | 25     | 2      |
| 2020-2021                | Asteras Tripolīs         | SL                       | 25+8       | 1+0        | CG              | 2               | 0               |                    | -                  | -                  |             | -           | -           | 35     | 1      |
| 2021-2022                | Asteras Tripolīs         | SL                       | 23+7       | 1+1        | CG              | 1               | 0               |                    | -                  | -                  |             | -           | -           | 31     | 2      |
| Totale Asteras Tripolīs  | Totale Asteras Tripolīs  | Totale Asteras Tripolīs  | 65+21      | 3+2        |                 | 5               | 0               |                    | -                  | -                  |             | -           | -           | 91     | 5      |
| Totale carriera          | Totale carriera          | Totale carriera          | 184        | 17         |                 | 5               | 0               |                    | 0                  | 0                  |             | -           | -           | 189    | 17     |